# Mars Task Force
Die Mars Task Force (kurz Marsmen), offizielle Bezeichnung 5332d Brigade (Provisional) (dt. „5332. Brigade (provisorisch)“), war eine Spezialeinheit auf Brigadeebene der United States Army mit dem Einsatzschwerpunkt Kommandokriegführung und Fernaufklärung. Ihr Training, ihre Ausrüstung und Organisation waren alle auf dieses Ziel ausgerichtet.
Am 26. Juli 1944 wurde die 5332d Brigade (Provisional) aktiviert und recht schnell bürgerte sich der Name Mars Task Force für sie ein. Die Brigade wurde dem Northern Combat Area Command (NCAC) zugeteilt und konnte von den Erfahrungen der britischen Chindits unter Generalmajor Orde Wingate und den Merrill’s Marauders unter Generalmajor Frank Merrill bei deren Dschungeloperationen im Kriegsschauplatz China-Burma-Indien profitieren.

Männer des 2. Bataillons des 475. Infanterieregiments der Mars Task Force zogen sich bis auf die nackte Haut aus, um Maultiere durch den reißenden Fluss zu führen, der ihren Weg nach Bhamo behinderte

## Aufstellung
Die Mars Task Force bestand aus dem 475. Infanterieregiment, dem 124. Kavallerieregiment, sowie dem nationalchinesischen 1. Regiment, das vormals ein Artillerieregiment mit Mörsern war, bis es in eine Infanterie umgewandelt wurde.
|                      | 475. Infanterieregiment                                                                          | 124. Kavallerieregiment | 1. Regiment (China) |
| -------------------- | ------------------------------------------------------------------------------------------------ | --- | --- |
| Befehlshaber         | Oberst William L. Osborne – Aug. – Okt. 1944 Brigadegeneral Ernest F. Easterbrook – ab Okt. 1944 | Oberst Milo H. Matteson – April bis Nov. 1944 Oberst Thomas J. Heavey – Nov. 1944 bis Jan. 1945 Oberst Loren D. Pegg – Feb. bis Juni 1945 | Oberst Lin Kuan-hsiang |
| zugehörige Einheiten | 37., 252. und 253. Quartiermeistereinheit (Packeinheiten für die Maultiere)                      | 35. Quartiermeistereinheit (Packeinheit für die Maultiere)                                                                                | Es war der Mars Task Force nicht erlaubt, das 1. Regiment für jegliche taktische Operationen einzusetzen, obwohl der Einsatz dieses Regiments die Schlagkraft der Brigade erheblich gesteigert hätte. |
| zugehörige Einheiten | 612. Feldartillerie-Bataillon (75-mm-Packhaubitzen)                                              | 613. Feldartillerie-Bataillon (75-mm-Packhaubitzen)                                                                                       | Es war der Mars Task Force nicht erlaubt, das 1. Regiment für jegliche taktische Operationen einzusetzen, obwohl der Einsatz dieses Regiments die Schlagkraft der Brigade erheblich gesteigert hätte. |
| zugehörige Einheiten | 49. chirurgisches Feldlazarett                                                                   | 44. chirurgisches Feldlazarett | Es war der Mars Task Force nicht erlaubt, das 1. Regiment für jegliche taktische Operationen einzusetzen, obwohl der Einsatz dieses Regiments die Schlagkraft der Brigade erheblich gesteigert hätte. |

Das 475. Infanterieregiment wurde am 10. August 1944 im indischen Ledo aus Personal der 5307. Composite Unit (Provisional) zusammengestellt. Es wurde anschließend der 5332. Brigade angeschlossen und kam somit unter das Northern Combat Area Command.

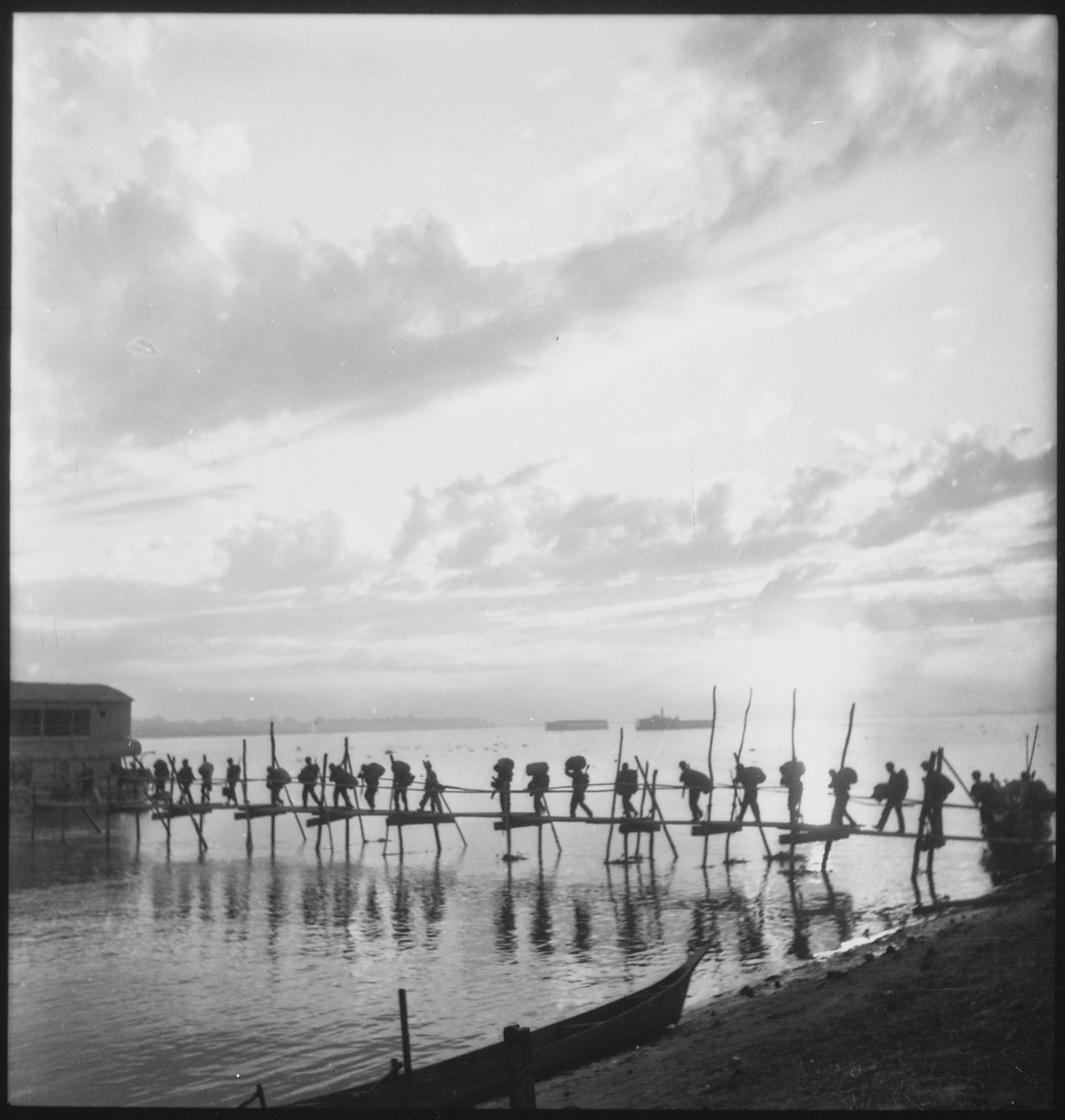
Soldaten des 124. Kavallerieregiments auf dem Weg vom Ramgarh Training Center nach Myitkyina

Das 124. Kavallerieregiment wurde 1929 innerhalb der Texas National Guard mit dem Hauptquartier in San Antonio aufgestellt. Am 12. Mai 1944 wurde das Regiment nach Fort Riley zur 4. Armee verlegt. Dort gab es die vorhandenen Pferde ab und wurde am 25. Juli in einer Stärke von 2700 Mann von Los Angeles nach Bombay verschifft. Mit der Bahn ging es weiter zum Training Center in Ramgarh, wo es vom 20. bis 25. September 1944 als 124. Kavallerieregiment (Spezial) umbenannt und reorganisiert wurde. Maultiere ersetzten jetzt die Pferde, weil nur diese die für Burma erforderliche Mobilität boten. Am 15. Oktober 1944 begann dann die Verlegung der Einheit nach Myitkina. Es dauerte insgesamt zwei Wochen, bis alle Männer ihr Ziel auf Dampfschiffen, Zügen, LKW und C-47 erreichten. Von dort wurden sie ins Camp Landis außerhalb von Myitkina gebracht.
Am 17. Dezember 1943 wurden das 612. und das 613. Feldartillerie-Bataillon mit Soldaten aus insgesamt neun verschiedenen Posten der US-Armee in Camp Gruber, Oklahoma, aktiviert. Ihr Trainingszentrum war anschließend Camp Carson, Colorado, bevor sie nach Bombay, Indien, verschifft wurden. Die meisten Soldaten des 612. erreichten Camp Landis bei Myitkyina in Nordburma am 19. September 1944. Der Rest folgte bis Anfang November. Leutnant Severn T. Wallis übernahm am 12. November das Kommando und das Bataillon wurde kurz darauf dem 475. Infanterieregiment angegliedert.
Das 613. Feldartillerie-Bataillon mit ihrem Kommandanten Leutnant James F. Donovan kam am 23. November in Indien an und wurde sechs Tage später im Dschungeltraining in Camp Landis dem 124. Kavallerieregiment angegliedert.
Drei Züge von Kachin-Stammesangehörigen, die von der OSS-Abteilung 101 des NCAC geführt wurden, ergänzten die Einheiten. Obwohl nicht offiziell zugewiesen oder angegliedert, fungierten sie als Geheimdienst- und Aufklärungsscouts für jedes Regiment.
Zusätzlich wurde der Mars Task Force auch eine Abteilung von Kriegshunden und ihren Führern angegliedert. Dem 124. Kavallerieregiment wurden zwanzig Männer und neunzehn Hunde und das 475. Infanterieregiment bekam sechzehn Männer und deren Hunde zugeteilt. Die Kriegshunde und ihre Führerbekamen die Aufgabe des Wachdienstes, der Perimeterpatrouille zum Aufspüren japanischer Eindringlinge und als Späher.
Aufgrund der Art der Expedition wurden auch siebenundzwanzig japanischstämmige Amerikaner der Einheit zugeteilt. Die sogenannten Nisei wurden in ein Team von Dolmetschern aufgeteilt, während ein zweites Team als Vernehmer eingesetzt wurde.
Die Mars Task Force trainierte rund drei Monate in Camp Landis, bevor sie zum ersten Einsatz ausrückte.

## Kämpfe

### Sicherung der Burmastraße
15. November 1944 bis März 1945
General Daniel Sultans aktueller Plan, die Operation Capital, sah vor, dass die Streitkräfte unter seinem Kommando wie ein sich schließendes Tor nach Osten schwenkten. Phase zwei der Operation war darauf ausgelegt, bis Mitte Februar 1945 die Frontlinie Thabeikkyin-Mogok-Mongmit-Lashio zu überschreiten. Dazu sollten die Mars Task Force, die chinesische 30. Division und das chinesische 114. Regiment noch nach Osten ziehen und die Burmastraße unterhalb des Gebiets Namhkam-Wanting durchschneiden. Die chinesische 50. Division sollte Lashio einnehmen und die britische 36. Division musste südlich von Lashio Burma durchqueren.
Die Mars Task Force begann ihren Vormarsch in Richtung Nord- und Zentralburma am 15. November. Das 124. Kavallerieregiment verlegte zur Hauptkreuzung Bhamo an der Burmastraße, um die britischen und chinesischen Flanken vor möglichen japanischen Gegenangriffen zu schützen. Das Ziel war, die Burmastraßenkreuzung um Lashio vor den Japanern zu sichern und die chinesische Expeditionstruppe zu unterstützen. Damit begannen sie einen langen Marsch durch die burmesische Landschaft. Vorgesehen war einen äußerst schwierigen Marsch über das Hügelland zum Mong-Wi-Gebiet zu machen und dann die Burmastraße in der Nähe von Ho-si abzuschneiden.

#### Kampf um Tonkwa

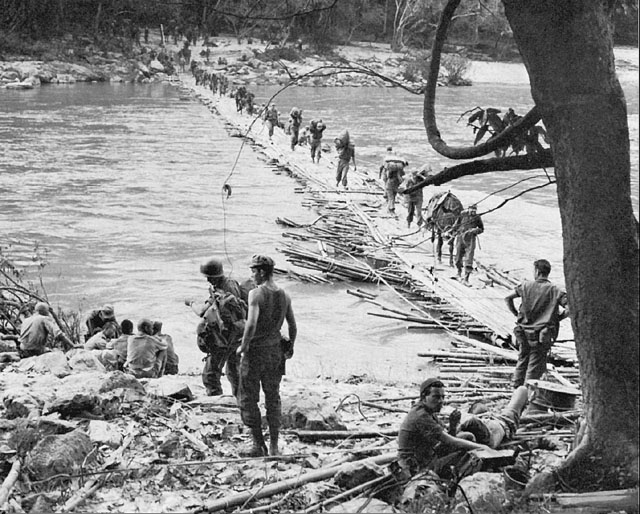
Mars Task Force überquert den Shweli auf einer Bambusbrücke

Das 475. Infanterieregiment marschierte in Richtung Tonkwa. Beide Regimenter waren ausschließlich zu Fuß unterwegs, nur von Maultieren begleitet, die ihnen beim Tragen der schweren Ausrüstung halfen. Zu Beginn des Marsches erwarb die Mars Task Force einige Fahrzeuge, darunter einige Jeeps, die unter den Staffeln aufgeteilt wurden. Verlassene japanische Lastwagen wurden umgebaut und repariert um Vorräte zu transportieren. Der Weg des 124. Kavallerieregiments führte über die damals größte Pontonbrücke der Welt, die den Irrawaddy  überspannte. Das 475. Infanterieregiment hatte den Fluss auf einer Fähre überquert und traf zuerst bei Bahmo ein. Es umging den Ort ungefähr 100 Kilometer südlich in einem Kreis. Die eigentlichen Kämpfe dort wurden den chinesischen Einheiten überlassen.
Während des Vormarsches traf die Mars Task Force immer wieder auf Sondierungspatrouillen der japanischen 56. Division und wurde öfter durch japanische Jagdflugzeuge beschossen. Der Weg nach Bhamo führte sie über eine gefährliche Straße, die eine 1500 Meter hohe Bergkette namens Loi Lum Range überquerte. Auf dem steilen Pfad entlang der Berghänge gingen viele Maultiere verloren, da sie ihr eigenes Gewicht nicht mit der schweren Ausrüstung ausbalancieren konnten. Viele der Tiere fielen in die Schluchten und wurden nie geborgen.

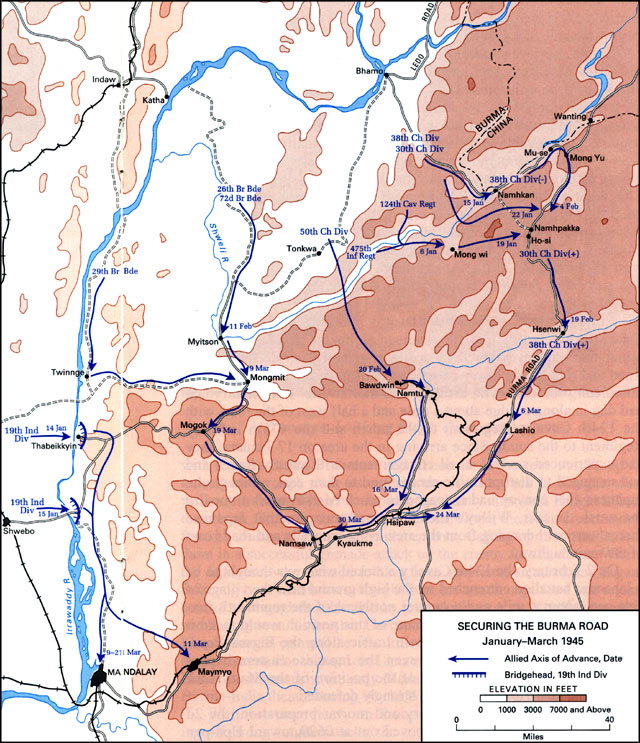
Sicherung der Burmastra0e zwischen Januar und März 1945

Ihr Ziel der Einheit war es, der chinesischen 22. Division in der Nähe des Dorfes Tonkwa, rund 200 Kilometer nördlich von Mandalay, zu helfen und diese zu entlasten. Der Befehl des 475. Infanterieregiments lautete, das Dorf zu halten, bis die chinesische 22. Division evakuieren und nach China zurückkehren konnte, um einer neuen japanischen Offensive entgegenzuwirken. Es war entscheidend, Tonkwa zu halten, da es als Fluchtweg für die Japaner genutzt werden konnte, die in Bhamo gegen die Chinesen kämpften. Die Schlacht um das Dorf Mohlaing begann am 9. Dezember nordöstlich von Tonkwa an den Ufern des Irrawaddy. Sie startete, als zwei Züge des zweiten Bataillons des 475. von mehreren japanischen Zügen angegriffen wurden. Am nächsten Tag wurde das erste Bataillon von Einheimischen gewarnt, dass die Japaner in ihrem Dorf seien. In einer schnellen Attacke wurden die Japaner überwältigt und beklagten 30 Tote. Das zweite und dritte Bataillon erreichten am 11. Dezember Tonkwa, um die chinesischen Truppen zu entlasten und errichteten nordöstlich der Stadt Verteidigungsanlagen. Kurz darauf begannen die ersten japanischen Gegenangriffe mittels Mörserfeuer. Am 13. Dezember brachten die Japaner schwere 70- und 75-mm-Kanonen an die Front, die das Feuer auf die Linien des 475. Infanterieregiments eröffneten. Der darauf folgende Sturm der japanischen Bodentruppen ging in einem Kugelhagel der zurück feuernden amerikanischen Infanteristen unter. Dasselbe wiederholte sich am folgenden Tag.
Der Gegenangriff, um die verbliebenen Japaner zu beseitigen, lief vom 15. bis 20. Dezember. Die Mars Task Force griff eine Reihe japanischer Verteidigungspositionen an. Die Japaner versuchten am 18. Dezember einen letzten Angriff mit den gleichen Ergebnissen wie bei den vorherigen Angriffen. Danach begannen sie sich zurückzuziehen und ließen nur wenige Nachzügler zurück, die entweder getötet oder gefangen genommen wurden. Die Verluste der Mars Task Force beliefen sich auf 15 Tote und 56 Verwundete.

#### Kampf um den Loi-Kang-Kamm

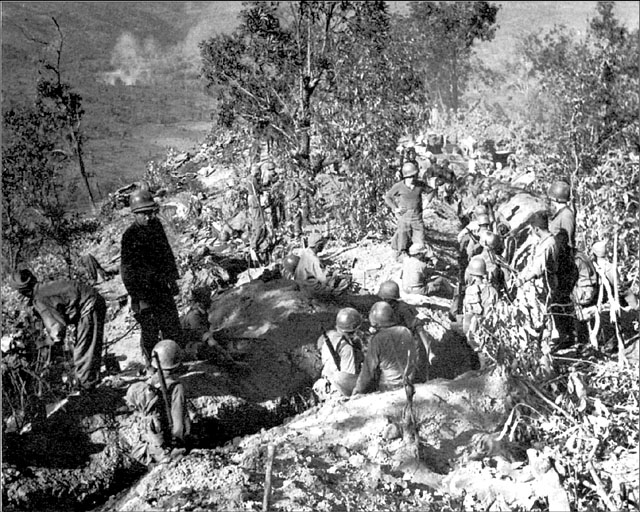
Mars Task Force auf dem Loi-Kang-Kamm. Die Japaner wurden am 19. Januar 1945 vom 2. Bataillon des 475. Infanterieregiments vom Kamm vertrieben.

Die Mars Task Force marschierte anschließend mehr als 500 Kilometer in japanisch besetztes Gebiet um die Straße bei Namhpakka zu blockieren. Dabei waren sie ausschließlich auf Nachschub aus der Luft angewiesen. Am 15. Januar 1945 trafen sie dann auf japanische Streitkräfte und begannen diese auszuspähen. Ein wichtiger Punkt an der Burmastraße war der Loi-Kang-Kamm bei Namhpakka. Die Bemühungen, dort Positionen einzunehmen, die die Burmastaße dominierten, begannen am Morgen des 18. Januar. Gegen Nachmittag begannen die japanischen Einheiten Widerstand zu leisten und der Vormarsch der Mars Task Force kam ins Stocken. Erst am Abend konnte ein Teil des Kamms gesichert werden. Die Tenth Air Force und die Artillerie des 612. Feldartillerie-Bataillons bombardierten, bzw. beschossen Namhpakka. Die Japaner verfügten ihrerseits über zwei 150-mm Haubitzen in der Gegend und feuerten zurück. Zudem erhielten die Japaner in dieser Nacht Verstärkung für ihre Stellung in der Gegend von Namhpakka.
Am 19. Januar unternahm die Mars Task Force einen erneuten Versuch die Burmastraße zu blockieren. Sie sprengten einen Krater in die Straße und zogen sich dann schnell zurück. Unterdessen konnte das 612. Feldartillerie-Bataillon vier japanische Tanketten ausschalten. Der Loi-Kang-Kamm wurde dann am frühen Nachmittag komplett eingenommen.

Die sich zurückziehenden japanischen Soldaten gruben sich beim Dorf Loi-Kang ein. Sie besaßen viele Maschinengewehre und 82-mm Mörser. Am nächsten Morgen kam es mit ihnen zu schweren Kämpfen, die zunächst zwei Tage andauerten. Besonders das nächtliche Artilleriefeuer der Japaner machte der Mars Task Force zu schaffen. Versuche, die Erlaubnis zur Verlegung der Mars Task Force weiter nach Norden zu bekommen, schlugen fehl. Zum Glück deuteten die Japaner die Luftversorgung der amerikanischen Einheiten falsch und gingen davon aus, dass eine Luftlandeoperation stattgefunden hätte. In der Nacht des 24. Januar begannen sie mittels eines Lastwagenkonvois ihre Flucht nach Norden.

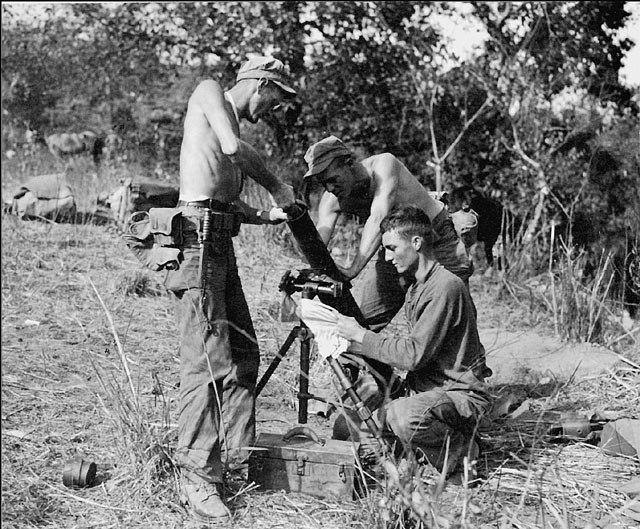
Männer des 613. Feldartillerie-Bataillons reinigen und ölen einen 81 mm M1-Mörser während einer Kampfpause am 22. Januar 1945

Zwischen dem 23. und dem 27. Januar, dem Datum der Öffnung der Burmastraße nach China, hatten die Japaner mehr als tausend Opfer zu beklagen und mehrere hundert Tonnen Munition evakuiert. Hinweise deuteten darauf hin, dass die Situation um den 30. Januar herum für sie kritisch wurde, als chinesische Einheiten die Burmastraße überquerten. Trotzdem gelang es ihnen die Reste der 56. Division zurückzuziehen.
Am 2. Februar griff das 124. Kavallerieregiment ein japanisches Bataillon an, das sich auf einer Anhöhe in der Nähe des Dorfes Hpa-pen, etwa zweieinhalb Kilometer nordöstlich des Regiments, verschanzt hatte. Die Einnahme dieser Position sollte es erleichtern, den japanischen Verkehr entlang der Burmastraße aufzuhalten. Unbemerkt von den Amerikanern hatten die Japaner aber schon eine stark bewachte Ostumgehung um die Burmastraße errichtet. Nach einer zwanzigminütigen Artillerie- und Mörservorbereitung bewegten sich um 6:20 Uhr Teile des 124. Kavallerieregiments in Richtung Hpa-pen. In der Folge entwickelten sich schwere Kämpfe bis in den Nachmittag hinein. Zum Schluss hielten die Amerikaner die Anhöhe in der Nähe der Burmastraße und berichteten, über 200 Japaner getötet zu haben. 22 eigene Soldaten waren tot und weitere 88 mussten verletzt auf Tragen evakuiert werden.
Das südlich liegende 475. Infanterieregiment griff am nächsten Tag eine japanische Stellung auf einem Bergrücken in der Nähe des Dorfes Loi-kang, rund anderthalb Kilometer westlich der Burmastraße an.
Nachdem chinesische Streitkräfte am 10. Februar verstärkt im Kampfgebiet eintrafen und wieder versuchten Kontakt mit der japanischen 56. Division aufzunehmen, waren die Japaner längst abgezogen und hatten sich im 80 Kilometer entfernten Lashio neu formiert.

## Einsatzende
Noch während die britischen Einheiten um die Einnahme von Mandalay kämpften war der Kampf in Burma für die Mars Task Force, die chinesische Expeditionsarmee und die X-Force zu Ende gegangen. Im März begannen die Chinesen in Burma, in ihre Heimat zurückzukehren und die Mars Task Force kurz danach. Am 18. Februar 1945 besuchte Lord Louis Mountbatten, der Oberkommandierende des South East Asia Command (SEAC) das Lager der Mars Task Force und drückte seine Zustimmung zur Arbeit der Amerikaner aus.
Das 124. Kavallerieregiment verließ das Kampfgebiet am 28. Februar 1945 in Richtung Lashio; und nach einem kurzen Aufenthalt dort wurde es über die Luftbrücke The Hump nach Kunming in China ausgeflogen, wo der Rückzug am 14. Mai abgeschlossen wurde. Kurzfristig trainierten sie dort nationalchinesische Soldaten im Umgang mit Maschinengewehren. Das 124. Kavallerieregiment wurde am 1. Juli 1945 deaktiviert und am 2. Juli 1946 aufgelöst.
Das 475. Infanterieregiment verlegte am 3. März 1945 nach Kutkai, einem Flugfeld außerhalb von Lashio, um nach China geflogen zu werden. Die Männer des Regiments wurde in den chinesischen Armeen unter dem sogenannten „chinesischen Kampfkommando“ eingesetzt. Der Zweck dieser Kampfeinheit war es, die Chinesen im Krieg gegen die Japaner auf dem chinesischen Festland durch die erfahrenen Amerikaner ausbilden zu lassen. Andere Mitglieder des 475. Infanterieregiments wurden sogar einem Pipeline-Wachdienst und dem Dienst bei der Militärpolizei zugewiesen.

## Nach dem Zweiten Weltkrieg
Eine Neuaufstellung des 124. Kavallerieregiments wurde am 15. März 1963 vorgenommen. Neuorganisationen fanden ebenfalls am 15. Januar 1968, am 1. November 1973 und am 4. März 1987 statt.

## Besonderheit
Die Mars Task Force führte im Verlauf ihrer Einsätze die als Snooperscopes und Sniperscopes bekannten Nachtsichtgeräte für den Kampfeinsatz ein. Zwar wurden Taktiken für deren Einsatz vor Ort festgelegt, aber die Geräte waren nur selten in Gebrauch.